# Harry Pauly
Harry Pauly, auch Harry Pauli (* 29. September 1914 in Berlin, Deutschland; † 1985 in Negombo, Sri Lanka) war ein deutscher Schauspieler, Intendant, Dramatiker und Strafgefangenenlager-Überlebender. Der Schauspieler war einer der größten Stars homophiler Subtheaterkultur in Deutschland nach dem Zweiten Weltkrieg und einer der schillerndsten Gestalten Hamburger Subkultur.

## Leben und Wirken
Harry Pauly, von dem man nicht weiß, ob dies sein bürgerlicher Name oder ein Künstlername ist, wurde in Berlin in bürgerliche Verhältnisse hineingeboren, denen er bald zu entfliehen versuchte. Dem Wunsch der Eltern, Friseur zu werden, ist er nicht gefolgt. Bereits als Jugendlicher interessierte er sich stark für das Theater. Seiner Leidenschaft konnte er ab seinem sechzehnten Lebensjahr am Theater am Nollendorfplatz, wo er unter Erwin Piscator sein Debüt in dem Stück „Lausejunge“ hatte, frönen.  Nach nur wenigen Aufführungen wurde das Stück, trotz der großen Prominenz des Regisseurs, abgesetzt, doch Pauly blieb dem Theater und der Schauspielerei treu. Es folgten zahlreiche Stücke, in denen er Boten, Laufburschen, Pagen, Pfadfinder darstellen musste und die er an vielen der Bühnen Berlins spielte, so am Volkstheater, der Künstlerbühne, dem Schiller- und dem Lessingtheater. Sein Filmdebüt hatte er 1932 in Gräfin Mariza, in dem er den Reitburschen darstellte. Durch seine Arbeit bei Theater und Film traf er auf große Stars wie Adolf Wohlbrück und lernte den damals weltbekannten Schauspieler Peter Lorre kennen, mit denen er auf der Bühne gestanden hatte.
1936 wurde er erstmals festgenommen wegen Verstoßes gegen den Paragraphen 175 und wurde in das Strafgefangenenlager V Neusustrum überstellt, wo er zunächst in Einzelhaft kam und später fünfzehn Monate lang schwerste Arbeiten erledigen musste. Nach seiner Entlassung 1938 gelang es ihm erneut, in der Künstlerszene Fuß zu fassen. Er nahm Hörspiele für den Reichsfunk auf und wurde 1938 Berlins, womöglich Preußens jüngster Theaterintendant, mit gerade vierundzwanzig Jahren. Er war Direktor eines kleinen Schauspielunternehmens, das vor allem Matinees und Vorprogramme für Berliner Kinos spielte. 1939 erfolgte seine Einberufung zur Wehrmacht. Dort hatte er die Möglichkeit, in der Theatergruppe der Wehrmacht zu spielen und vor den Soldaten aufzutreten, meistens in Frauenrollen. 1943 erfolgte eine erneute Inhaftierung, da er mit zwei Jugendlichen erwischt worden war, so wurde er zu einer achtmonatigen Strafexpedition abkommandiert, die er als einziger wunderhaft überlebte.
Nach dem Krieg ging er zunächst nach Ostberlin, wo er Intendant u. a. des ABC-Theaters 1946 in Berlin-Spandau sowie des Apollo-Theaters wurde und bis zu seiner Flucht mehr als 500 Mal "Charleys Tante" gespielt hatte. 1952 verließ er die DDR fluchtartig, da er sich mit der Stasi überworfen hatte. Aber auch in der BRD wurde er zunächst nicht glücklich: er landete hier für einige Jahre im Gefängnis, wieder aufgrund des Paragraphen § 175. Nach seiner Entlassung verabschiedete er sich zunächst von der Bühne, ging 1954 eine "Scheinehe" ein, wurde Vater eines Sohnes und versuchte sich in Schleswig-Holstein als Landwirt. Unglücklich mit dieser Situation, ging die Ehe in die Brüche und er flüchtete in den 1960er Jahren ins freiere Hamburg. Dort eröffnete er 1973 eine Kneipe in St. Pauli, die in der Nähe der Reeperbahn schnell  zu einem der bekanntesten Homosexuellentreffs der Hansestadt wurde und "MC-Club" nannte, (Mutter Courage)". Das MC wurde beliebter Treff von Homosexuellen, Strichern, Nachtschwärmern, Touristen, Exzentrikern. Im Keller wurde 1976 die berüchtigte "Kellerbühne" eingerichtet, für das Pauly in ganz Hamburg und darüber hinaus bekannt wurde. Nach der Schließung von Kneipe und Theater im Jahr 1982 verließ er mit seinem ceylonesischen Lebenspartner Deutschland und lebte fortan in Sri Lanka. Dort ist er 1985 verstorben, der Tag und Monat sind jedoch nicht mehr rekonstruierbar. Aus seiner Homosexualität hatte Pauly nie einen Hehl gemacht.

## Paula Courage und Theater im Kiez
Harry Pauly schrieb seit seiner Hamburger Zeit rund zwölf Theaterstücke, die alle noch zu Lebzeiten aufgeführt wurden und in denen er stets selbst die Hauptrolle spielte. Sein Theater, sicher das kleinste der Hansestadt, umfasste gerade 72 Plätze. Das Theater sowie die Kneipe befanden sich in einer Nebenstraße der Reeperbahn, in der Kastanienallee. Die Darsteller rekrutierte er aus den männlichen Prostituierten der Umgebung. Er schuf die Kunstfigur „Paula Courage“, die zu seinem Markenzeichen wurde. Die Stücke setzten keine große intellektuelle Leistung voraus und richteten sich fast ausnahmslos an ein homosexuelles Publikum. Oft wurde Pauly und sein Theater als Alternative zum bürgerlichen Ohnsorg-Theater gesehen, als Subtheater und Subkultur mit eigenem Charme und Publikum.
Der 1977 entstandene Dokuspielfilm Paulines Geburtstag oder die Bestie von Notre Dame zeigte seine ganze Schauspieltruppe, die auch auf Deutschlandtournee ging und u. a. in München, Bremen, Münster auftrat und im ganzen Land bekannt wurde, deren Können. Bekannt wurde der Film auch, weil er erstmals einen realen Todesfall filmisch umsetzt. Einer der Darsteller starb während der Dreharbeiten überraschend und man filmte das und baute diesen tragischen Fall in den Film mit ein.
Auch wenn er kein gebürtiger Hamburger war, gilt er heute vielfach als Hamburger Original. Mit seiner Verweigerung an das Massenpublikum war er einer großen Independent-Theatermacher in Deutschland in den 1970er und frühen 1980er Jahren. Heute ist er in Hamburg zu einer Kultfigur geworden.

## Filmografie
- 1933: Gräfin Mariza
- 1977: Paulines Geburtstag oder die Bestie von Notre Dame
- 1980: Ein Mann fürs Leben

## Theaterstücke (Auswahl)
- Geheiratet wird trotzdem
- Die Bestie von Notre Dame
- Hilfe, meine Schwiegermutter ist ein Mann
- Tumult im Hotel Sacher
- Dr. Trottel
- Skandal in Baden-Baden
- Krach in der Kastanienallee
- Der dritte Frühling